# Liadh Ní Riada
Liadh Ní Riada (ur. 28 listopada 1966 w Dublinie) – irlandzka polityk, posłanka do Parlamentu Europejskiego VIII kadencji.

## Życiorys
Kształciła się m.in. w Cork Institute of Technology. Zawodowo związana z branżą mediową, pracując przez około 20 lat jako producentka dla RTÉ i TG4. Przyjęła propozycje kandydowania w wyborach europejskich w 2014 z ramienia Sinn Féin. W wyniku głosowania z 23 maja 2014 uzyskała mandat eurodeputowanej VIII kadencji z okręgu wyborczego South.
Była kandydatką swojego ugrupowania w wyborach prezydenckich z 26 października 2018. Otrzymała 6,4% głosów poparcia w pierwszej turze liczenia głosów, zajmując 4. miejsce wśród 6 kandydatów.
Jest najmłodszą córką irlandzkiego kompozytora Seána Ó Riada. Jest mężatką, ma troje dzieci.